# Greatest Hits (álbum de Billy Idol)
Greatest Hits es un álbum recopilatorio de Billy Idol, publicado por Capitol Records en 2001. El álbum incluye dos canciones nuevas: una grabación en vivo de "Rebel Yell" y "Don't You (Forget About Me)", canción que fue escrita por Keith Forsey para Idol pero que eventualmente fue interpretada por la banda Simple Minds en 1985. Greatest Hits logró la certificación de disco de platino por la RIAA en 2005.

## Lista de canciones
| N.º | Título                           | Duración |  |
| 1.  | «Dancing With Myself»            | 4:50     |  |
| 2.  | «Mony Mony»                      | 5:01     |  |
| 3.  | «Hot in the City»                | 3:33     |  |
| 4.  | «White Wedding»                  | 4:12     |  |
| 5.  | «Rebel Yell»                     | 4:46     |  |
| 6.  | «Eyes Without a Face»            | 4:57     |  |
| 7.  | «Flesh for Fantasy»              | 4:37     |  |
| 8.  | «Catch My Fall»                  | 3:41     |  |
| 9.  | «To Be a Lover»                  | 3:52     |  |
| 10. | «Don't Need a Gun» (Single Edit) | 5:23     |  |
| 11. | «Sweet Sixteen»                  | 4:14     |  |
| 12. | «Cradle of Love»                 | 4:38     |  |
| 13. | «L.A. Woman» (Single Edit)       | 4:03     |  |
| 14. | «Shock to the System»            | 3:36     |  |
| 15. | «Rebel Yell» (En vivo)           | 5:35     |  |
| 16. | «Don't You (Forget About Me)»    | 4:52     |  |

## Listas de éxitos
| Lista (2001)                        | Posición máxima |
| ----------------------------------- | --------------- |
| Austria (Ö3 Austria)                | 43              |
| Dinamarca (Hitlisten)               | 16              |
| Finlandia (Suomen Virallinen Lista) | 2               |
| Alemania (Media Control Charts)     | 12              |
| Nueva Zelanda (Recorded Music NZ)   | 3               |
| Noruega (VG-lista)                  | 4               |
| Suecia (Sverigetopplistan)          | 12              |
| Suiza (Schweizer Hitparade)         | 30              |
| Estados Unidos (Billboard 200)      | 74              |